# نزيف كانساس
نزيف كانساس أو كانساس النازفة (Bleeding Kansas) هو الاسم الذي أطلق على سلسلة من المواجهات المدنية العنيفة في الولايات المتحدة بين عامي 1854 و1861م التي نشأت بسبب الجدال السياسي والفكري (الإيديولوجي) حول شرعية العبودية في ولاية كانساس المقترح إنشاؤها. اتسم الصراع بسنوات من الغش الانتخابي والغارات والاعتداءات والقتل التي حدثت في كنساس وميزوري المجاورة من خلال بين المؤيدين للعبودية والمناهضين لها.
كان جوهر الصراع هو مسألة ما إذا كان إقليم كانساس سيشرع أو يحرم العبودية، ومن ثَم يدخل الاتحاد كولاية عبودية أو كولاية حرة. دعا قانون كانساس نبراسكا لعام 1854م إلى السيادة الشعبية، حيث يتخذ مستوطنو الإقليم أنفسهم القرار بشأن العبودية عن طريق تصويت شعبي. سرعان ما تصاعدت التوترات حول العبودية في الإقليم. جادل المؤيدون بأن لكل مستوطن الحق في إحضار ممتلكاته إلى الإقليم، بما في ذلك العبيد. في المقابل، عارض المناهضون العبودية على أسس أخلاقية وإنسانية، لكن حجتهم الأساسية أن إدخال العبودية سيسمح لملاك العبيد الأثرياء بالتحكم في الأرض، ويهمِّش ملاك الأراضي الآخرين الذين لم يمكن بإمكانهم حيازة العبيد أو الأراضي الكبيرة، بغض النظر عن ميولهم الأخلاقية.
كانت ميزوري ولاية عبودية منذ عام 1821، وسكنها العديد من المستوطنين المتعاطفين مع الجنوب والمؤيدين للرق، وكثير منهم حاولوا التأثير على القرار في كانساس. اندلع الصراع بين السياسيين وكذلك المدنيين، وتحول في النهاية إلى عنف وحشي وحروب عصابات. تم استخدام مصطلح «نزيف كانساس» من قبل هوراس غريلي في نيويورك تريبيون.
كان نزيف كانساس دليلًا على خطورة القضايا الاجتماعية في ذلك العصر، مثل مسألة العبودية وحقوق الولايات والنزاعات الطبقية الناشئة على الحدود الأمريكية. تناقلته عناوين الصحف على طول البلاد، وكان من الشدة بحيث حشي الشعب الأمريكي أن النزاعات الطائفية في البلاد لن تصل لحل وسط دون إراقة الدماء. تم إدخال كنساس في الاتحاد كولاية حرة في يناير عام 1861، لكن العنف الحزبي استمر على طول الحدود بين كانساس وميزوري.

## الأصول
تزايدت شعبية إلغاء العبودية في الولايات المتحدة، كما زاد التوتر بين المؤيدين والمناهضين، حيث أن التوازن في القوة السياسية بين ممثلي الشمال والجنوب في الكونغرس الأمريكي كان هشا. في الوقت نفسه، بدأ الناس يطالبون بإدخال الأقاليم الغربية كولايات في الاتحاد، وذلك بعد تزايد هجرة الأمريكيين إلى الغرب والرغبة في بناء خط سكة حديد تعبر القارة. كان السؤال الذي لا مفر منه هو كيف ستتعامل هذه المناطق مع مسألة العبودية عندما يتم إدخالها كولايات. كان هذا السؤال حاضرا بالفعل في الكونغرس خلال المناقشات التي تلت الحرب المكسيكية الأمريكية. حلت تسوية عام 1850 المشكلة مؤقتًا عن طريق السماح لسكان مقاطعتي يوتا ونيو مكسيكو بتقرير قوانينهم الخاصة فيما يتعلق بالعبودية عن طريق التصويت الشعبي، وهو إجراء وضع سابقة دستورية جديدة في النقاش الدائر حول العبودية. 
في مايو 1854، تم وضع قانون كانساس نبراسكا الذي أسس مقاطعتي كانساس ونبراسكا ضمن الأراضي الهندية غير المنظمة، وفتحها أمام استيطان المواطنين الأمريكيين. اقترح السناتور ستيفن أ. دوغلاس من ولاية إلينوي القانون كوسيلة لإرضاء ممثلي الجنوب في الكونغرس الذين قاوموا المقترحات السابقة لتنظيم إقليم نبراسكا لأنهم كانوا يعلمون أنه سيدخل الاتحاد كولاية حرة، وذلك وفقًا لتسوية ميزوري عام 1820، التي منعت صراحة ممارسة العبودية في جميع أراضي الولايات المتحدة شمال خط عرض 36 ° 30 'وغرب نهر المسيسيبي إلا في ولاية ميزوري. خشي الجنوبيون أن يؤدي إدخال نبراسكا إلى زعزعة التوازن بين ولايات الرقيق الأحرار، وبالتالي منح الشماليين المناهضين للعبودية أفضلية في الكونغرس.
حاول اقتراح دوغلاس تهدئة هذه المخاوف من خلال تنظيم منطقتين بدلاً من واحدة، وكذلك إدراج بند «السيادة الشعبية» الذي يسمح للمستوطنين في تلك المناطق بالتصويت على مشروعية العبودية في أراضيهم، وهي فكرة تناقضت مع تسوية ميزوري. افترض دوغلاس، مثل غيره من أعضاء الكونجرس، أن مستوطني نبراسكا سيصوتون لحظر العبودية، وأن مستوطني كانساس، التي تقع محاذاة ولاية ميزوري، سيصوتون للسماح بالعبودية، وبالتالي لن يختل التوازن بين ولايات الرقيق والأحرار. كان افتراضه عن نبراسكا صحيحًا، فلم يرغب أهلها بنشر العبودية، وكان مصيرها واضحا كولاية حرة. لكن الأمر كان مختلفا في كنساس، إذ استهان مؤيدو العبودية بمعارضة المناهضين لإلغاء تسوية ميزوري القديمة. رأى الجنوبيون أن إقرار قانون كانساس نبراسكا كان نصرا حاسما؛ واعتبره الشماليون هزيمة مهينة. رأى الجانبان فرصة لتعزيز نفسه في كانساس، وسرعان ما أصبحت ساحة معركة للقضية السياسية.

### الانتخابات المبكرة
توافد المهاجرون إلى إقليم كانساس للإقامة بها، ومن أوائل من استوطنوا المنطقة كانوا مواطني ولايات الرقيق، ولا سيما من ميزوري، وكثير منهم دعموا السياسات الجنوبية بقوة وهاجروا خصيصا لضمان توسع العبودية. وهكذا استولت الفصائل المؤيدة للرق على العديد من الانتخابات الإقليمية المبكرة، غالبًا عن طريق الاحتيال والتخويف. في نوفمبر 1854، تدفق الآلاف من الرجال المسلحين المؤيدين للرق، ومعظمهم من ولاية ميزوري، إلى إقليم كانساس وأثروا على التصويت في الانتخابات لإرسال لمندوب غير مصوت في الكونغرس لصالح المرشح الديموقراطي المؤيد للرق جون ويلكينز ويتفيلد. في العام التالي، أفادت لجنة تابعة للكونغرس تحقق في الانتخابات أنه تم التصويت بمجموع 1729 صوت مزيف مقابل 1141 صوت قانوني. في إحدى المواقع على سبيل المثال، كان هناك 20 ناخبا فقط من سكان إقليم كانساس من أصل 604 ناخب.
في الوقت نفسه، شجع مناهضو الرق الشماليين مؤيديهم على الانتقال إلى كنساس في محاولة لتأمين دخول الإقليم كولاية حرة. وصل العديد من مواطني الشمال بمساعدة جمعيات مثل شركة نيو إنجلاند لمساعدة المهاجرين ومقرها بوسطن، والتي تأسست قبل فترة وجيزة من إقرار قانون كانساس نبراسكا بهدف محدد لنقل المهاجرين إلى الحدود. يُزعم أن هنري وارد بيتشر، أحد دعاة إلغاء الرق، قد زود العديد منهم ببنادق شاربز، والتي أصبحت تُعرف باسم «أناجيل بيشر»  لأنه شحنها في صناديق خشبية كتب عليها أنها أناجيل. خطط دعة الإلغاء أنهم سيرسلون عشرين ألف شمالي إلى الإقليم، لكن لم يهاجر إلى 1,200 بحلول نهاية عام 1855. ومع ذلك، لقيت حركات الهجرة تغطية كبيرة من قبل الصحافة في شرق البلاد، ولعبت دورًا مهمًا في نشر الحمى في البلاد حول مصير كانساس، وكانت مسؤولة بشكل مباشر عن إنشاء مدن أصبحت فيما بعد معاقل للحزب الجمهوري ودعاة الألغاء. 

### المجلس التشريعي الإقليمي الأول

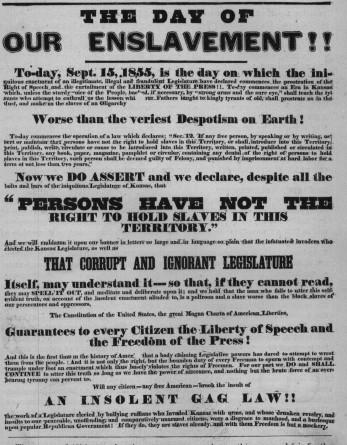
ملصق الولاية الحرة 1855

في 30 مارس 1855، أقامت مقاطعة كانساس الانتخابات لأول مجلس تشريعي إقليمي لها،  وكان سيقرر إذا كانت المنطقة ستسمح بالرق.  توافد مؤيدو العبودية من ميزوري إلى الإقليم للتصويت، وكانت النتيجة في انتخاب 37 مندوب مؤيد للعبودية من أصل 39 مقعدًا. أبطل حاكم الإقليم أندرو ريدر النتائج في خمس دوائر انتخابية بعد وصول المزاعم عن الغش في التصويت، وعُقدت انتخابات خاصة في 22 مايو لانتخاب بدائل.  أسفرت الانتخابات الجديدة عن انتخاب ثمانية مندوبين آخرين مناهضين للرق، ولكن ظل أفضلية مؤيدي العبودية قائمة بواقع 29-10. 
أرسل الكونغرس لجنة خاصة من ثلاثة أعضاء إلى إقليم كانساس في عام 1856، خلص تقريرهم إلى أنه إذا اقتصر الانتخاب على «المستوطنين الفعليين» لتم انتخاب هيئة تشريعية حرة. وذكر التقرير أيضًا أن المجلس التشريعي «تم تشكيله بشكل غير قانوني، ولا يملك أي سلطة لتمرير قوانين سارية».  ومع ذلك، انعقد المجلس التشريعي المؤيد للرق في العاصمة الإقليمية التي تم إنشاؤها حديثًا في باوني في 2 يوليو 1855، وألغى نتائج الانتخابات الخاصة واعتمد نتائج الانتخابات الأصلية.
اجتمع السكان من مناهضي العبودية في أغسطس لرفض القوانين المؤيدة للرق التي أقرتها «الهيئة التشريعية المزيفة»، انتخبوا مندوبين خاصين بهم إلى هيئة تشريعية منفصلة مقرها في توبيكا، والتي عارضت الحكومة المؤيدة للرق العاملة في ليكومبتون، وصاغوا أول دستور إقليمي، وهو دستور توبيكا. تم انتخاب حاكم إقليمي تشارلز روبنسون، وهو مواطن من ولاية ماساتشوستس ووكيل لشركة نيو إنغلاند لمساعدة الهجرة. رفضت الحكومة الفيدرالية بإدارة الرئيس فرانكلين بيرس الاعتراف بهيئة الولاية الحرة. أعلن بيرس في رسالة إلى الكونغرس في 24 يناير 1856، أن حكومة توبيكا متمردة ضد المسؤولين الإقليميين.

## المعركة الدستورية
دارت أغلب المواجهات الأولى في هذه الأزمة حول تبني دستور يحكم ولاية كنساس. أول وثيقة كانت دستور توبيكا الذي وضعه مناهضو العبودية الذين توحدوا في ظل حزب الأرض الحرة في ديسمبر 1855، والذي رفض الكونغرس التصديق عليه بعد إعلان الرئيس بيرس بأن حكومة توبيكا خارجة عن القانون. في نوفمبر 1857، التقى مؤتمر دستوري ثان في مدينة ليكومبتون وصاغ الوثيقة المعروفة باسم دستور ليكومبتون التي أيدت العبودية وأقرها الرئيس جيمس بوكانان. تم تقديم الدستور لأهل كانساس للتصويت علبه، لكن المناهضين رفضوا المشاركة. تمت الموافقة على دستور ليكومبتون بتصويت 6,226 مقابل 569 في 21 ديسمبر. أمر الكونغرس بإجراء انتخابات أخرى بعد الكشف عن مخالفات في التصويت. رفض الناخبون الوثيقة في 2 أغسطس 1858 بتصويت 11,812 مقابل 1,926.
تمت وضع وثيقة ثالثة بينما كان دستور ليكومبتون معلقًا أمام الكونغرس، وهو دستور ليفنوورث، وتمت الموافقة عليه من قبل مندوبي مناهضي العبودية. كان الدستور راديكاليا أكثر من المقترحات الأخرى من حيث أنها مدّ حق التصويت إلى «كل مواطن ذكر» بغض النظر عن عرقه. لم يشارك الكثيرون في الاقتراع عليه في 18 مايو 1858، كما عارضه الديمقراطيون من مناهضي العبودية. تم إرسال الدستور المقترح إلى مجلس الشيوخ الأمريكي في 6 يناير 1859، حيث قوبل باستقبال فاتر وتم تجاهله.
كان هناك اقتراح رابع للولاية الحرة هو دستور وياندوت، والذي تمت صياغته في عام 1859، والذي يمثل وجهة نظر مناهضي العبودية لمستقبل كانساس. تمت الموافقة عليه في استفتاء بتصويت 10,421 مقابل 5,530 في 4 أكتوبر 1859. تم تأجيل التصديق عليه إلى أجل غير مسمى، وانتظرت ولاية كانساس الانضمام إلى الاتحاد حتى عام 1861.

## بدء العنف
في 21 نوفمبر 1855، بدأ نزاع عرف باسم حرب واكوروسا في مقاطعة دوغلاس عندما قام مستوطن مؤيد للعبودية يدعى فرانكلين كولمان بإطلاق النار على مناهض يدعى تشارلز داو وأرداه قتيلا، على أنهما كانا على عداء منذ زمن في موضوع لا يتعلق بالسياسة المحلية أو الوطنية. كان داو أول مستوطن أمريكي يُقتل في إقليم كانساس. قام صموئيل جونز مأمور مقاطعة دوغلاس بالقبض على مناهض آخر بدلاً من كولمان، وتم تحريره من قِبَل مناهضين آخرين. اندلع الصراع المسلح بعد هذا بين الفريقين. دعا الحاكم ويلسون شانون إلى جمع ميليشيا كانساس، لكن الجيش المُجمع كان يتكون بالكامل تقريبًا من أهل ميزوري المؤيدين للعبودية، كانوا يخيمون خارج مدينة لورانس.
رداً على ذلك، قامت مدينة لورانس بجمع ميليشيا خاصة بها، وتفرق المحاصرون عن لورانس بعد مفاوضات سلام. شهد هذا الصراع ضحية واحدة، حيت قُتل رجل من المناهضين يدعى توماس باربر بالقرب من لورانس في 6 ديسمبر.

## صيف 1856 وما بعده
في 21 مايو 1856، قام الديموقراطيون والميزوريون المؤيدون للعبودية بغزو مدينة لورانس وأحرقوا فندقا ودمروا مكتبين لصحف مناهضة للعبودية، ونهبوا المنازل والمتاجر فيما أصبح يعرف باسم نهب لورانس.  سُرق مدفع من زمن الحرب المكسيكية الأمريكية من قبل المؤيدين، وتمت استعادته في وقت لاحق من قبل فصيل مناهض للعبودية وأعيد إلى مدينة ليفنوورث. 

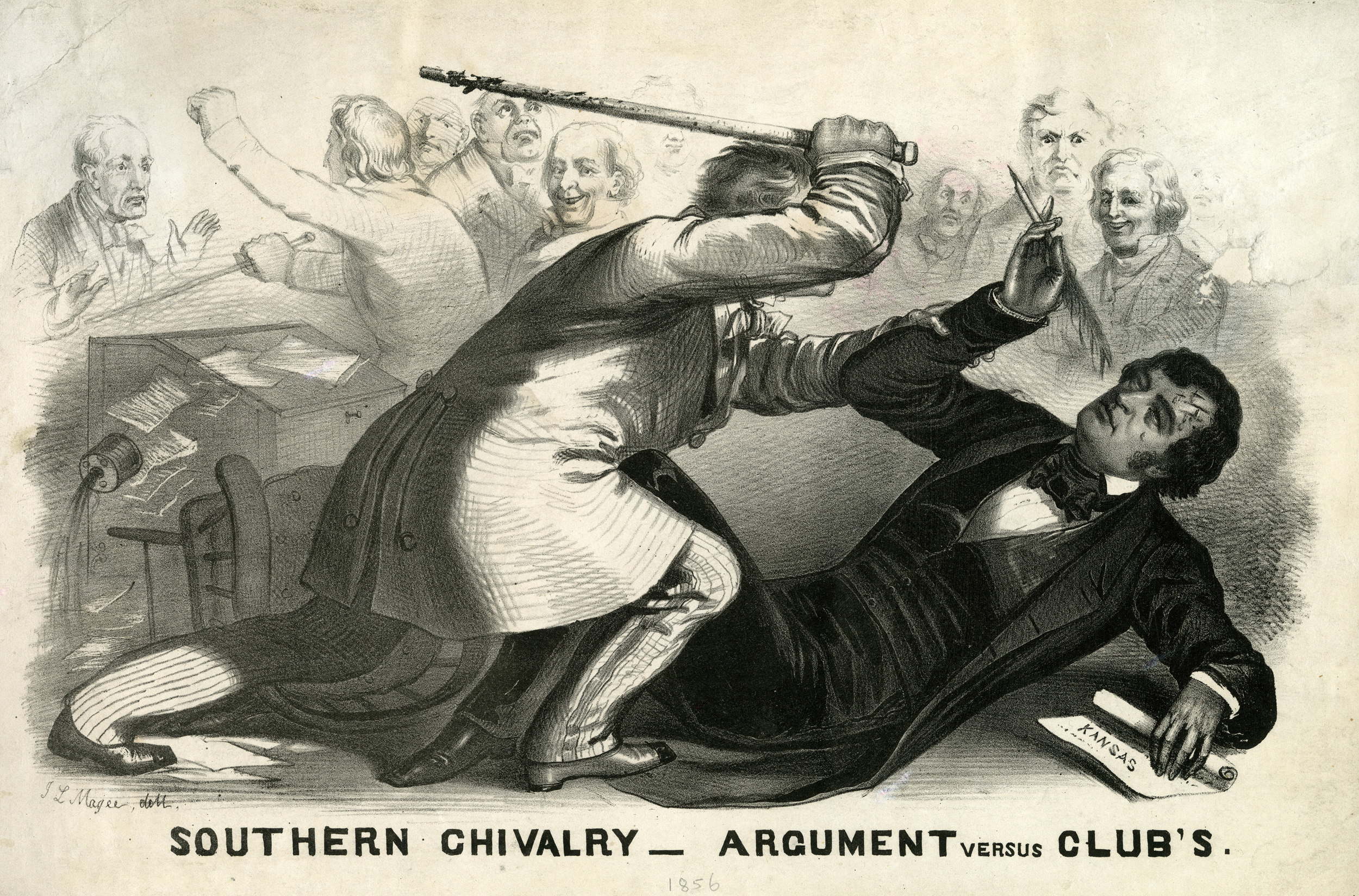
رسم يصور هجوم بريستون بروكس على تشارلز سومنر في مجلس الشيوخ عام 1856

في مايو من عام 1856، ندّد السناتور الجمهوري تشارلز سومنر علنا تهديد العبودية في كانساس وأهان مؤيديها خلال خطابه «جرائم ضد كانساس». سخر سومنر في الخطاب من السناتور أندرو باتلر المسن من كارولينا الجنوبية، حيث قام بتصوير خطط بتلر المؤيدة للعبودية تجاه كانساس بأنه «اغتصاب فتاة عذراء». في اليوم التالي، قام قريب بتلر، وهو النائب برستون بروكس من كارولينا الجنوبية، بضرب سومنر بالعصا حتى كاد أن يقتله. أثار هذا الفعل الأمة وعمق الانقسام بين الشمال والجنوب.
استمر العنف في التصاعد. قاد جون براون أبناءه وأتباعه الآخرين في خطة لقتل المستوطنين المؤيدين للعبودية. نفذوا هجوما على مستوطنة في بوتاواتومي كريك في ليلة 24 مايو، وقبضوا على خمسة رجال من ديارهم وقتلوهم بسيوف عريضة. خططوا بعدها لبدء تمرد عبيد كبير في هاربرز فيري في فرجينيا، وذلك بدعم مالي من مناهضي العبودية في بوسطن.
في أبريل 1856، وصلت لجنة من الكونغرس إلى مدينة ليكومبتون للتحقيق في تزوير الانتخابات. وجدت اللجنة أن الانتخابات تمت بطريقة غير صحيحة من قبل غير المقيمين. رفض الرئيس بيرس الاعتراف بنتائج التحقيق وسمح للهيئة المؤيدة للرق بمواصلة عملها. وصل ما يقرب من 500 من جنود الجيش الأمريكي إلى توبيكا في 4 يوليو 1856 من الحصون القريبة، وأمرت بحلّ المجلس التشريعي للمناهضين ومدافعهم موجهة نحو المبنى.
في أغسطس 1856، شكل الآلاف من مؤيدي العبودية جيشا وساروا نحو كانساس. في نفس الشهر، اشتبك براون وأتباعه مع 400 جندي مؤيد للعبودية في معركة أوساواتومي. احتدم القتال لشهرين آخرين حتى غادر براون إقليم كانساس، وتولى حاكم الإقليم الجديد جون وايت جيري منصبه وتمكن من احلال السلام بين الجانبين. رغم ذلك، فقد كان السلام هشا وظل العنف يندلع بشكل متقطع لعامين آخرين. آخر صدام قوي كان مذبحة ماراي دي سينيس في عام 1858، حيث قتل خمسة رجال مناهضين على يد القوات المؤيدة للعبودية. في يناير عام 1859، قاد جون براون العبيد الهاربين خلال كمين نصبه المؤيدون للعبودية وهو في طريقه إلى الولايات الحرة، ولكن لم يشهد الكمين إطلاق نار.
توفي حوالي 56 شخصًا في الأزمة بعد انتهاء العنف في عام 1859.  بدأت صدامات أخرى على الحدود مع ميزوري بعد اندلاع الحرب الأهلية الأمريكية في عام 1861.

## وصلات خارجية
- 1856 Congressional Report on the Troubles in Kansas
- Documentary On Bleeding Kansas
- Kansas State Historical Society: A Look Back at Kansas Territory, 1854–1861
- Access documents, photographs, and other primary sources on Kansas Memory, the Kansas State Historical Society's digital portal
- NEEAC. History of the New-England Emigrant Aid Company. Boston: John Wilson & Son, 1862.
- PBS article on Bleeding Kansas.
- Territorial Kansas Online: A Virtual Repository for Kansas Territorial History.
- U-S-History.com.
- Online Exhibit – Willing to Die for Freedom, Kansas Historical Society
- Map of North America during Bleeding Kansas at omniatlas.com